# 鷹岩駅
鷹岩駅 （ウンアムえき）は、大韓民国ソウル特別市恩平区駅村洞・新寺洞にあるソウル交通公社6号線の駅である。駅番号は610。
鷹岩ループの始終点である。

## 歴史
- 2000年12月15日 - ソウル特別市都市鉄道公社の駅として開業。
- 2017年5月31日 - ソウル特別市都市鉄道公社とソウルメトロが統合され、ソウル交通公社の駅となる。

## 駅構造

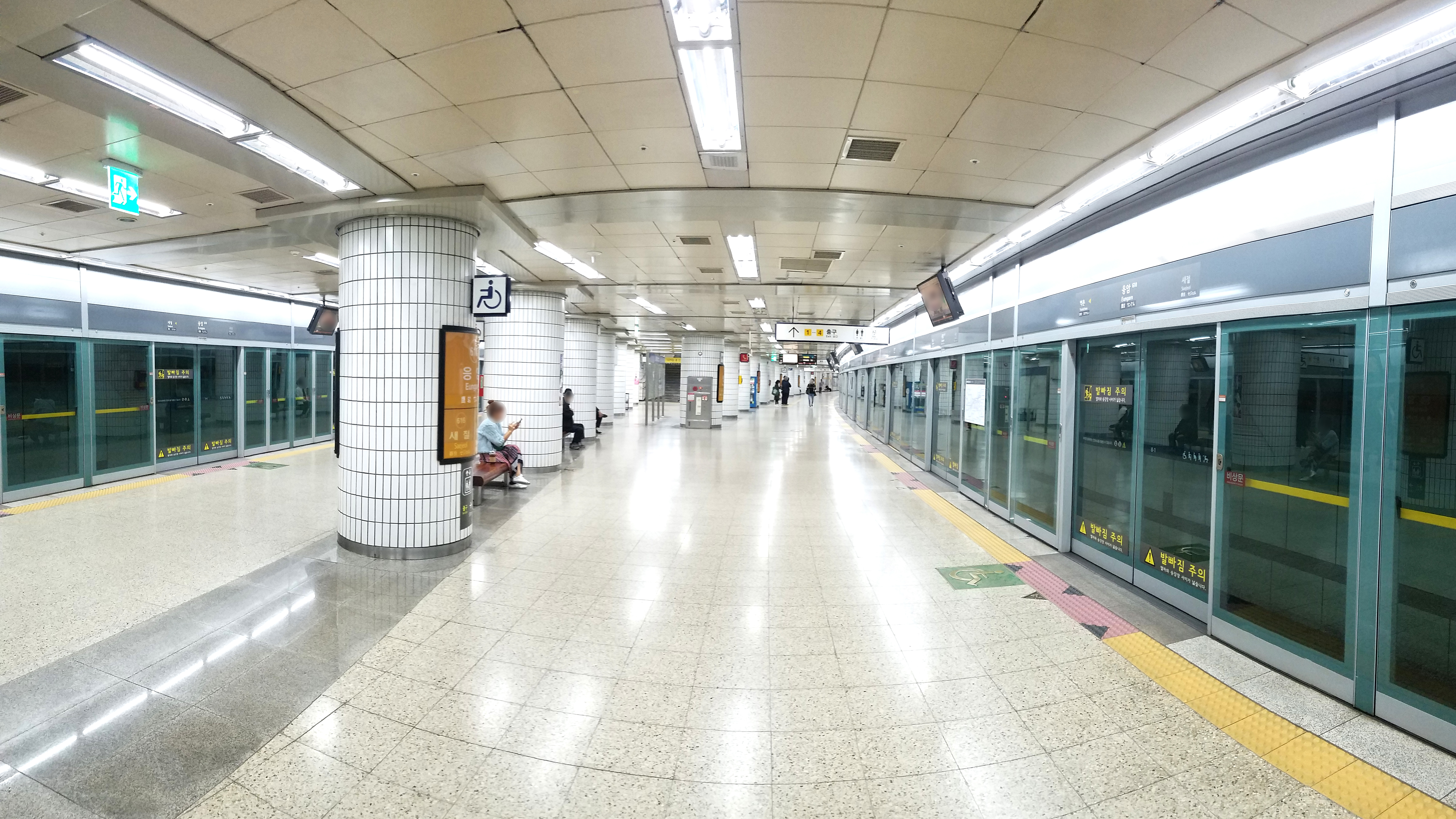
プラットホーム

島式ホーム1面2線の地下駅。出口は4番まである。

### のりば
案内上ののりば番号は設定されていない。
| 循環 | 6号線 | 駅村・仏光・トクパウィ・亀山方面               |
| 下り | 6号線 | デジタルメディアシティ・孔徳・東廟前・新内方面 |

## 利用状況
近年の一日平均利用人員推移は下記のとおり。なお、2000年は開業日の12月15日から12月31日までの17日間の平均である。
| 路線  | 路線     | 2000年 | 2001年 | 2002年 | 2003年 | 2004年 | 2005年 | 2006年 | 2007年 | 2008年 | 2009年 | 出典  |
| ----- | -------- | ------ | ------ | ------ | ------ | ------ | ------ | ------ | ------ | ------ | ------ | ----- |
| 6号線 | 乗車人員 | 5,847  | 8,197  | 10,544 | 11,901 | 12,994 | 13,506 | 13,537 | 13,723 | 14,012 | 14,108 | [ 1 ] |
| 6号線 | 降車人員 | 5,347  | 7,352  | 9,666  | 11,027 | 12,141 | 12,858 | 12,831 | 13,022 | 13,325 | 13,438 | [ 1 ] |
| 6号線 | 乗降人員 | 11,195 | 15,549 | 20,210 | 22,928 | 25,135 | 26,365 | 26,368 | 26,746 | 27,337 | 27,546 | [ 1 ] |
| 路線  | 路線     | 2010年 | 2011年 | 2012年 | 2013年 | 2014年 | 2015年 |        |        |        |        | [ 1 ] |
| 6号線 | 乗車人員 | 14,446 | 15,252 | 16,235 | 17,032 | 17,523 | 17,765 |        |        |        |        | [ 1 ] |
| 6号線 | 降車人員 | 13,809 | 14,631 | 15,726 | 16,457 | 16,913 | 17,102 |        |        |        |        | [ 1 ] |
| 6号線 | 乗降人員 | 28,254 | 29,883 | 31,961 | 33,489 | 34,436 | 34,867 |        |        |        |        | [ 1 ] |

## 駅周辺
- ソウル基督大学校
- ソウル西部警察署
- 恩平郵便局
- 新進化学技術高等学校（朝鮮語版）
- ソウル駅村初等学校（朝鮮語版）
- 恩平区庁
- イーマート恩平店

## 隣の駅
ソウル交通公社
 6号線
セジョル駅 (616) → 鷹岩駅 (610) → 駅村駅 (611)
亀山駅 (615) → 鷹岩駅 (610) → セジョル駅 (616)